# Federico Matthei
Federico Matthei Schwarzenberg (Osorno, Chile, 20 de abril de 1889- Ídem, 21 de diciembre de 1980), fue un geólogo y exalcalde de la ciudad de Osorno.

## Reseña biográfica
Hijo del Vicecónsul de Alemania en Osorno Friedrich Matthei y de la osornina descendiente de inmigrantes Eduviges Schwarzenberg, inició sus estudios primarios en la escuela alemana local, trasladándose luego a Santiago, donde finalizó su formación secundaria en 1908. Posteriormente siguió estudios de geología en Alemania en las universidades de Marburgo, Stuttgart y Técnica de Múnich, regresando a América en 1914 a bordo del transatlántico alemán SMS Cap Trafalgar, que realizaba su viaje inaugural.
Ya instalado en Chile se desempeñó en faenas mineras, realizando una serie de prospecciones en diversos puntos del país, además de Bolivia y Argentina. Hacia 1923 se radicó definitivamente en su ciudad natal, Osorno, comenzando así una activa participación en la administración municipal, llegando a ser Alcalde entre 1935 y 1938, destacando para su gestión el inicio de las obras del llamado "Matadero Modelo", surgido ante la necesidad de implementar una infraestructura industrial adecuada para el faenamiento de bovinos en esta zona ganadera. Como hombre público Federico Matthei tuvo también participación protagónica en la creación de diferentes instituciones, por ejemplo, la Escuela Superior de Agricultura de Osorno (1932) y el Club Andino de Osorno (1935), siendo reconocido en 1976 como "Ciudadano Benemérito" por el municipio local. Por otro lado, como activo promotor de los contactos chileno-alemanes, en 1975 fue condecorado con la Medalla Carlos Anwandter de la Liga Chileno-Alemana.

## Principales publicaciones
- La Influencia de los parques nacionales sobre el turismo y sus proyecciones para el futuro. Osorno: [s.n.], 1974.